# Felix Scheder-Bieschin
Felix Rudolf Victor Scheder-Bieschin (ur. 22 października 1899 w Kilonii, zm. 2 września 1940 na Morzu Północnym) – niemiecki żeglarz sportowy, medalista olimpijski.
Podczas letnich igrzysk olimpijskich w Berlinie (1936) zdobył, wspólnie z Hansem Howaldtem, Alfriedem von Bohlen und Halbachem, Fritzem Bischoffem, Eduardem Mohrem i Otto Wachsem, brązowy medal w żeglarskiej klasie 8 metrów.
Felix Scheder-Bieschin studiował prawo i ekonomię polityczną. W 1934 został prezesem Nordseewerke (stoczni okrętowej w Emden), a od 1937 do śmierci był prezesem przedsiębiorstwa stoczniowego Howaldtswerke-Deutsche Werft w Kilonii. Po uzyskaniu w 1940 stopnia Korvettenkapitän (komandor podporucznik) służył w Kriegsmarine i pływał po Morzu Bałtyckim oraz Północnym. Zginął 2 września 1940 u wybrzeży Norwegii po zatopieniu okrętu w wyniku trafienia torpedą.